# Waydi Hayi
Waydi Hayi (20 de noviembre de 1999) es un deportista tunecino que compite en judo. Ganó una medalla de plata en el Campeonato Africano de Judo de 2022, en la categoría de –81 kg.

## Palmarés internacional
| Campeonato Africano | Campeonato Africano | Campeonato Africano | Campeonato Africano |
| Año                 | Lugar               | Medalla             | Categoría           |
| ------------------- | ------------------- | ------------------- | ------------------- |
| 2022                | Orán (Argelia)      | Medalla de plata    | –81 kg              |